# Bolesty (powiat suwalski)
Bolesty – wieś w Polsce położona w województwie podlaskim, w powiecie suwalskim, w gminie Raczki.
| SIMC    | Nazwa         | Rodzaj    |
| ------- | ------------- | --------- |
| 1013714 | Stare Bolesty | część wsi |

Wieś magnacka położona była w końcu XVIII wieku w powiecie grodzieńskim województwa trockiego. W latach 1975–1998 miejscowość należała administracyjnie do województwa suwalskiego.